# Fritz Martini
Fritz Oskar Richard Martini (* 5. September 1909 in Magdeburg; † 5. Juli 1991 in Stuttgart) war ein deutscher Philologe (Germanist und Anglist).

## Leben
Martini studierte an den Universitäten Zürich, Graz, Heidelberg, Grenoble und Berlin. 1933 wurde er in Berlin mit einer Dissertationsschrift über Wilhelm Raabe promoviert. Zum 1. Mai 1933 trat er in die NSDAP (Mitgliedsnummer 1.978.053) und im selben Jahr in die SA als Sturmmann ein und hielt nazistische Schulungsvorträge.
1938 habilitierte er sich an der Universität Hamburg mit der Arbeit Das Bauerntum im deutschen Schrifttum von den Anfängen bis zum 16. Jahrhundert bei Robert Petsch. Seit 1943 war er außerordentlicher Professor für Ästhetik und Allgemeine Literaturwissenschaft an der Technischen Hochschule Stuttgart. Martini war Mitglied im Präsidium der Deutschen Akademie für Sprache und Dichtung. Mehrfach lehrte er als Gastprofessor in den USA, England, Skandinavien, Italien und an anderen Orten. Im Jahre 1950 erhielt Martini eine ordentliche Professur.
Martini verfasste ein viel gelesenes Standardwerk zur Geschichte der deutschen Literatur, die Deutsche Literaturgeschichte von den Anfängen bis zur Gegenwart (1. Aufl. 1949 – 19. Aufl. 1991), das er immer wieder umarbeitete, da sich die Einschätzung der jüngsten Epochen deutscher Literaturgeschichte rasch veränderte. Zudem edierte er die Werke von Christoph Martin Wieland (1964–1968). Er war Herausgeber der Zeitschrift Der Deutschunterricht (1948–1979) sowie des Jahrbuchs der Deutschen Schiller-Gesellschaft (1957–1987).
1974 wurde er emeritiert.

## Nachleben
Fritz Martini ist Gegenstand des Teilprojekts Fritz Martini. Ein literaturwissenschaftlicher Autor während und nach der NS-Zeit des DFG-Projekts Internationale akademische Beziehungen Deutschlands von 1933 bis 1945.

## Zitate
„Die Romantik war von Beginn an eine religiöse Bewegung.“

## Werke (Auswahl)
- Der Raum in der Dichtung Wilhelm Raabes. Teildruck Berlin 1934 (Dissertation)
- Das Bauerntum im deutschen Schrifttum. Von den Anfängen bis zum 16. Jahrhundert. Niemeyer, Halle (Saale) 1944.
- Was war Expressionismus? Deutung und Auswahl seiner Lyrik. Post-Verlag, Urach 1948 (Erbe und Schöpfung; 14).
- Deutsche Literaturgeschichte von den Anfängen bis zur Gegenwart. 19. Aufl. Komet-Verlag, Köln 2003, ISBN 3-89836-381-3.[5]
- Das Wagnis der Sprache. Interpretationen deutscher Prosa von Nietzsche bis Benn. 8. Aufl. Klett-Cotta, Stuttgart 1993, ISBN 3-608-95354-X.
- Deutsche Literatur des bürgerlichen Realismus. 1848–1898. 4. Aufl. Metzler, Stuttgart 1981, ISBN 3-476-00463-5.  (1962)
- Geschichte im Drama. Drama in der Geschichte; Spätbarock, Sturm und Drang, Klassik, Frührealismus. Klett-Cotta, Stuttgart 1979, ISBN 3-12-935510-3.
- Vom Sturm und Drang zur Gegenwart. Autorenporträts und Interpretationen; Ausgewählte Aufsätze. Lang Verlag, Frankfurt/M. 1990, ISBN 3-631-42188-5.